# 小菅 (葛飾区)
小菅（こすげ）は、東京都葛飾区南西部の町名である。現行行政地名は小菅一丁目から四丁目。住居表示実施済み区域である。

## 地理
荒川の東岸に位置し、対岸は足立区になる。西側の小菅一丁目と東側の小菅二、三丁目の間には綾瀬川が南北に流れている。
北端も足立区との区境であるが、複雑に入り組んでいるのはもとあった隅田川の旧流路に従ったからとされる。北で足立区綾瀬及び西綾瀬、東・南で堀切と、北西で足立区足立と、西では荒川を挟んで足立区日ノ出町・柳原と隣接する。
町の中心を東西に横切るのは旧水戸街道であり、綾瀬川にかかる「水戸橋」はこれにちなんだ名である。また、南東から北西にかけて東京都道308号千住小松川葛西沖線（平和橋通り）が通っている。東京拘置所がある。
隣接する足立区足立にある東武伊勢崎線小菅駅付近を含めた地域全体を駅名に基づく汎称地名として小菅と呼ぶ場合がある。

### 地価
住宅地の地価は、2025年（令和7年）1月1日の公示地価によれば、小菅1-23-13の地点で27万9000円/m2、
小菅4-5-11の地点で56万8000円/m2となっている。

## 歴史
大政奉還後の1869年（明治2年）1月、関東郡代伊奈氏の屋敷跡（その後、一時将軍鷹狩りの休憩地「小菅御殿」となっていた）に県庁を置き、小菅県が誕生した。これは現在の東京都足立区、葛飾区、江戸川区や埼玉県、千葉県の各一部などを含む広大な土地であったが、当時はまだ全国に藩も混在していた時期で、1871年（明治4年）11月には廃藩置県に伴って小菅県は廃止され、周辺は東京府南葛飾郡に属することとなった。
県庁跡地は約10年間煉瓦工場となった後、小菅監獄（小菅刑務所を経て、現在の東京拘置所）となった。
1889年（明治22年）の市制・町村制に伴い、小菅は南綾瀬村に属し（1928年（昭和3年）に南綾瀬町に昇格）、1932年（昭和7年）に葛飾区の設置に伴い小菅町となった。住居表示の実施により旧上千葉町の一部を小菅四丁目として編入し、現在の姿になった。その名残から現在でも小菅一丁目、二丁目、三丁目は全域が小菅神社の氏子区域だが、旧上千葉町である四丁目のみ西亀有、堀切、東堀切、お花茶屋と同じ上千葉香取神社の広大な氏子区域に属している。
1959年（昭和34年）9月27日、伊勢湾台風の影響で綾瀬川水門が決壊。周囲の家屋1000戸あまりが浸水する被害。
現在の東京都下水道局小菅水再生センター（下水処理場）は1967年（昭和42年）に着工、操業開始は1977年（昭和52年）である。
当地区を通る首都高速中央環状線が開通したのは1982年（昭和57年）であり、3年後の1985年（昭和60年）1月には首都高速6号三郷線が開通し、同時に小菅ジャンクションの供用が開始された。

### 地名の由来
元は千葉袋（ちばぶくろ）と呼ばれる地域の一部。千葉氏の大須賀一族が移り住み、小菅氏が治めた事がいわれとされる。

## 世帯数と人口
2023年（令和5年）1月1日現在（東京都発表）の世帯数と人口は以下の通りである。
| 丁目       | 世帯数    | 人口     |
| ---------- | --------- | -------- |
| 小菅一丁目 | 2,748世帯 | 4,883人  |
| 小菅二丁目 | 1,617世帯 | 2,850人  |
| 小菅三丁目 | 1,065世帯 | 1,867人  |
| 小菅四丁目 | 1,731世帯 | 2,795人  |
| 計         | 7,161世帯 | 12,395人 |

### 人口の変遷
国勢調査による人口の推移。
| 年                 | 人口   |
| ------------------ | ------ |
| 1995年（平成7年）  | 12,324 |
| 2000年（平成12年） | 12,459 |
| 2005年（平成17年） | 12,815 |
| 2010年（平成22年） | 13,109 |
| 2015年（平成27年） | 13,185 |
| 2020年（令和2年）  | 14,493 |

### 世帯数の変遷
国勢調査による世帯数の推移。
| 年                 | 世帯数 |
| ------------------ | ------ |
| 1995年（平成7年）  | 4,476  |
| 2000年（平成12年） | 4,790  |
| 2005年（平成17年） | 4,705  |
| 2010年（平成22年） | 5,823  |
| 2015年（平成27年） | 5,828  |
| 2020年（令和2年）  | 6,643  |

## 学区
区立小・中学校に通う場合、学区は以下の通りとなる（2021年4月時点）。
| 丁目       | 番地 | 小学校               | 中学校             |
| ---------- | ---- | -------------------- | ------------------ |
| 小菅一丁目 | 全域 | 葛飾区立西小菅小学校 | 葛飾区立綾瀬中学校 |
| 小菅二丁目 | 全域 | 葛飾区立こすげ小学校 | 葛飾区立綾瀬中学校 |
| 小菅三丁目 | 全域 | 葛飾区立こすげ小学校 | 葛飾区立綾瀬中学校 |
| 小菅四丁目 | 全域 | 葛飾区立こすげ小学校 | 葛飾区立綾瀬中学校 |

## 事業所
2021年（令和3年）現在の経済センサス調査による事業所数と従業員数は以下の通りである。
| 丁目       | 事業所数  | 従業員数 |
| ---------- | --------- | -------- |
| 小菅一丁目 | 58事業所  | 1,721人  |
| 小菅二丁目 | 84事業所  | 619人    |
| 小菅三丁目 | 58事業所  | 491人    |
| 小菅四丁目 | 132事業所 | 1,262人  |
| 計         | 332事業所 | 4,093人  |

### 事業者数の変遷
経済センサスによる事業所数の推移。
| 年                 | 事業者数 |
| ------------------ | -------- |
| 2016年（平成28年） | 358      |
| 2021年（令和3年）  | 332      |

### 従業員数の変遷
経済センサスによる従業員数の推移。
| 年                 | 従業員数 |
| ------------------ | -------- |
| 2016年（平成28年） | 2,756    |
| 2021年（令和3年）  | 4,093    |

## 交通

### 鉄道
域内に鉄道駅はない。東武伊勢崎線小菅駅は、隣接する足立区足立二丁目に所在する。

### 路線バス
京成バス東京の他、小菅地域を循環する地域乗合ワゴン「さくら」が運行されている。

### 道路
- 首都高速中央環状線
  - 小菅ジャンクション
  - 小菅出入口
- 首都高速6号三郷線
- 東京都道308号千住小松川葛西沖線（平和橋通り）
- 東京都道314号言問大谷田線
- 東京都道450号新荒川葛西堤防線

## 施設
- 東京拘置所
- 東京都下水道局小菅水再生センター・小菅下水処理場 - 小菅西公園、小菅東スポーツ公園併設
- 葛飾区立西小菅小学校
- 葛飾区立こすげ小学校
- 葛飾区立綾瀬中学校
- 小菅神社(氏子区域は1～3丁目。4丁目は上千葉香取神社の氏子区域である。)
- 観音院
- 正覚寺
- 蓮昌寺

## その他

### 日本郵便
- 郵便番号 : 124-0001[3]（集配局 : 葛飾郵便局[17]）。